# Dictionary of African Biography
El Dictionary of African Biography es un diccionario biográfico de seis volúmenes, en inglés sobre biografías africanas publicado por Oxford University Press en 2012. Sus editores en jefe son Emmanuel K. Akyeampong y Henry Louis Gates, Jr., ambos del Instituto W.E.B Du Bois de la Universidad de Harvard.
La versión impresa del diccionario tiene 2.100 entradas que cubren todo el continente africano, desde 1490 a. C. hasta la actualidad. El diccionario tiene una versión de entradas en línea que continúa actualizándose.

## Autoría
Los dos responsables del diccionario son Akyeampong y Gates, Jr, apoyados por 15 personas expertas
- Stanley M. Burstein (Universidad Estatal de California), África antigua
- Chouki El Hamed (Universidad Estatal de Arizona), El Magreb desde 1800
- Allen Fromherz (Universidad del Estado de Georgia), El Magreb antes de 1800
- Israel Gershoni (Universidad de Tel Aviv), Egipto moderno
- Lidwien Kapteijns (Wellesley College), Somalia y Yibouti
- Ray Kea (Universidad de California en Riverside), África del Oeste antes de 1800
- Christopher J. Lee (Universidad de Carolina del Norte en Chapel Hill), África austral
- Paul Lovejoy (Universidad York), África occidental anglófona
- Ghislaine Lydon (Universidad de California en Los Ángeles), África del Oeste francófona
- Jonathan Miran (Universidad Western Washington), Etiopía y Eritrea
- Evan Mwangi (Universidad del Noroeste), escritores y escritoras africanas
- Jeremy Rich (Middle Tennessee State University), África central
- Kathleen Sheldon (Universidad de California en Los Ángeles), Mujeres
- Jay Spaulding ( Kean University), África del Norte y del Este
- Thomas Spear (Universidad de Wisconsin à Madison), África del Este anglófona

El Consejo Consultivo apoyó la creación y la publicación de la obra.

## Premios
- Elección de los editores de listas de libros de Booklist de la Asociación de Bibliotecas de Estados Unidos[4]